# Creator spissicornis
Creator spissicornis är en stekelart som först beskrevs av Hellen 1966.  Creator spissicornis ingår som enda art i släktet Creator och familjen trefåresteklar. Arten är reproducerande i Sverige. Inga underarter finns listade i Catalogue of Life.